# Berric
Berric település Franciaországban, Morbihan megyében. Lakosainak száma 2119 fő (2022. január 1.). Berric Sulniac, Questembert, Noyal-Muzillac és Lauzach községekkel határos.

## Népesség
A település népességének változása:
| Lakosok száma | 725  | 814  | 816  | 1378 | 1675 | 1781 | 1904 | 2026 | 2095 | 2119 |
|               | 1968 | 1982 | 1990 | 2006 | 2013 | 2015 | 2017 | 2019 | 2020 | 2022 |